# MAZ-103
Der MAZ-103 (russisch МАЗ-103, deutsche Transkription eigentlich MAS-103) ist ein Busmodell des belarussischen Fahrzeugherstellers Minski Awtomobilny Sawod, das seit 1996 in Serie produziert wird. Von 1996 bis 2006 wurde zudem der ähnliche, jedoch preisgünstigere MAZ-104 angeboten.

## Fahrzeugbeschreibung

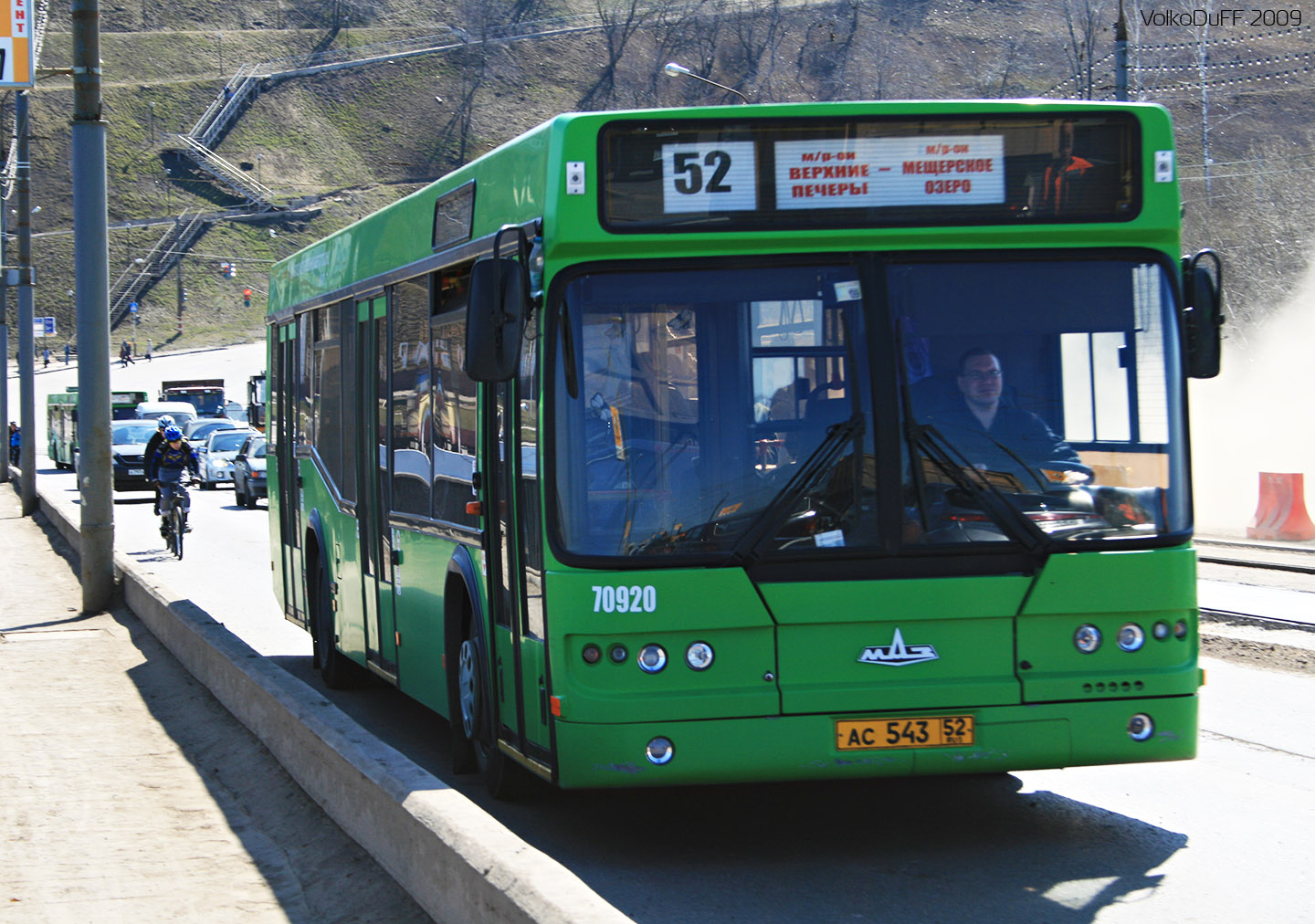
MAZ-103 neueren Baujahres mit überarbeiteter Front in Nischni Nowgorod (2009)

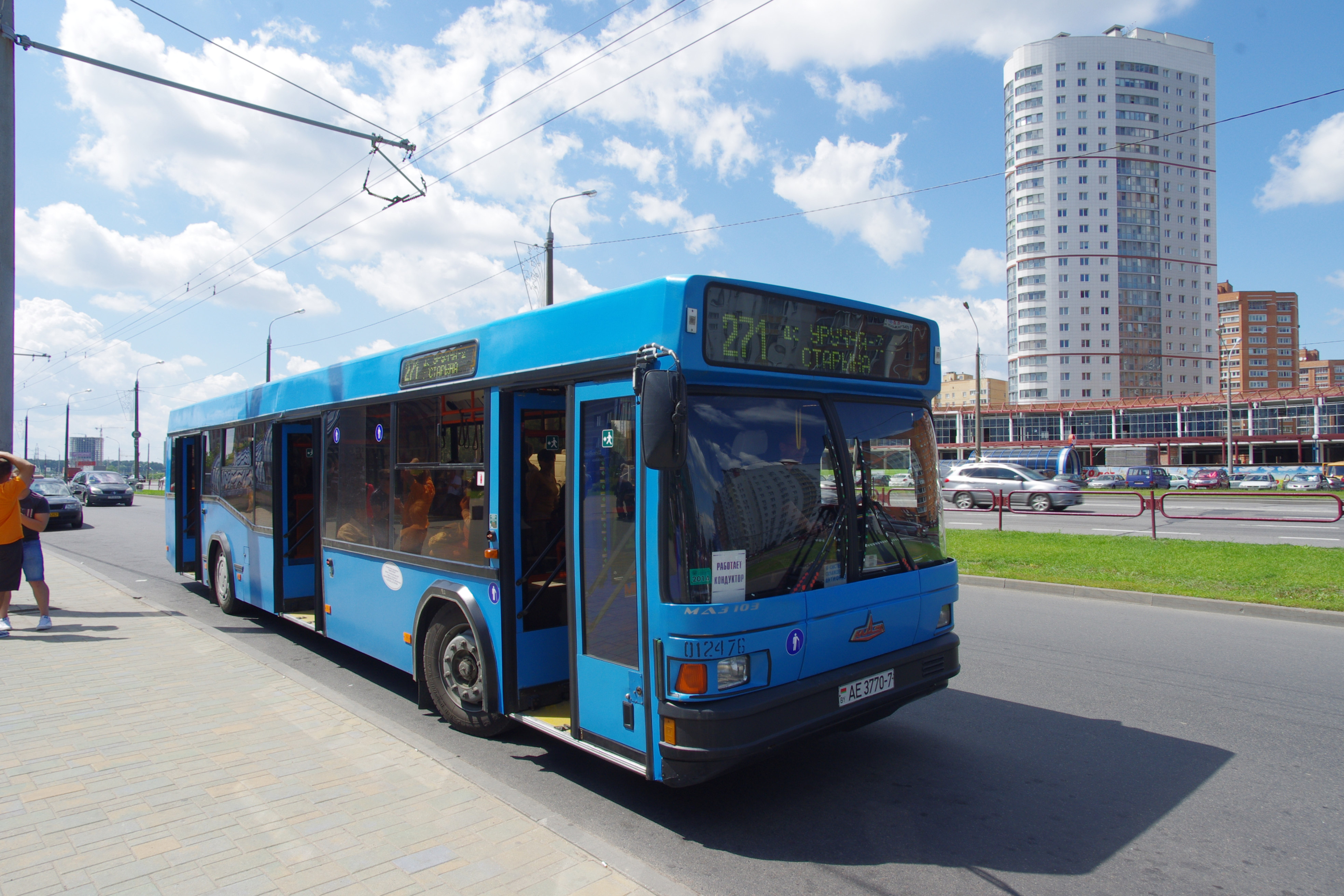
MAZ-103 in Minsk, Belarus (2014)

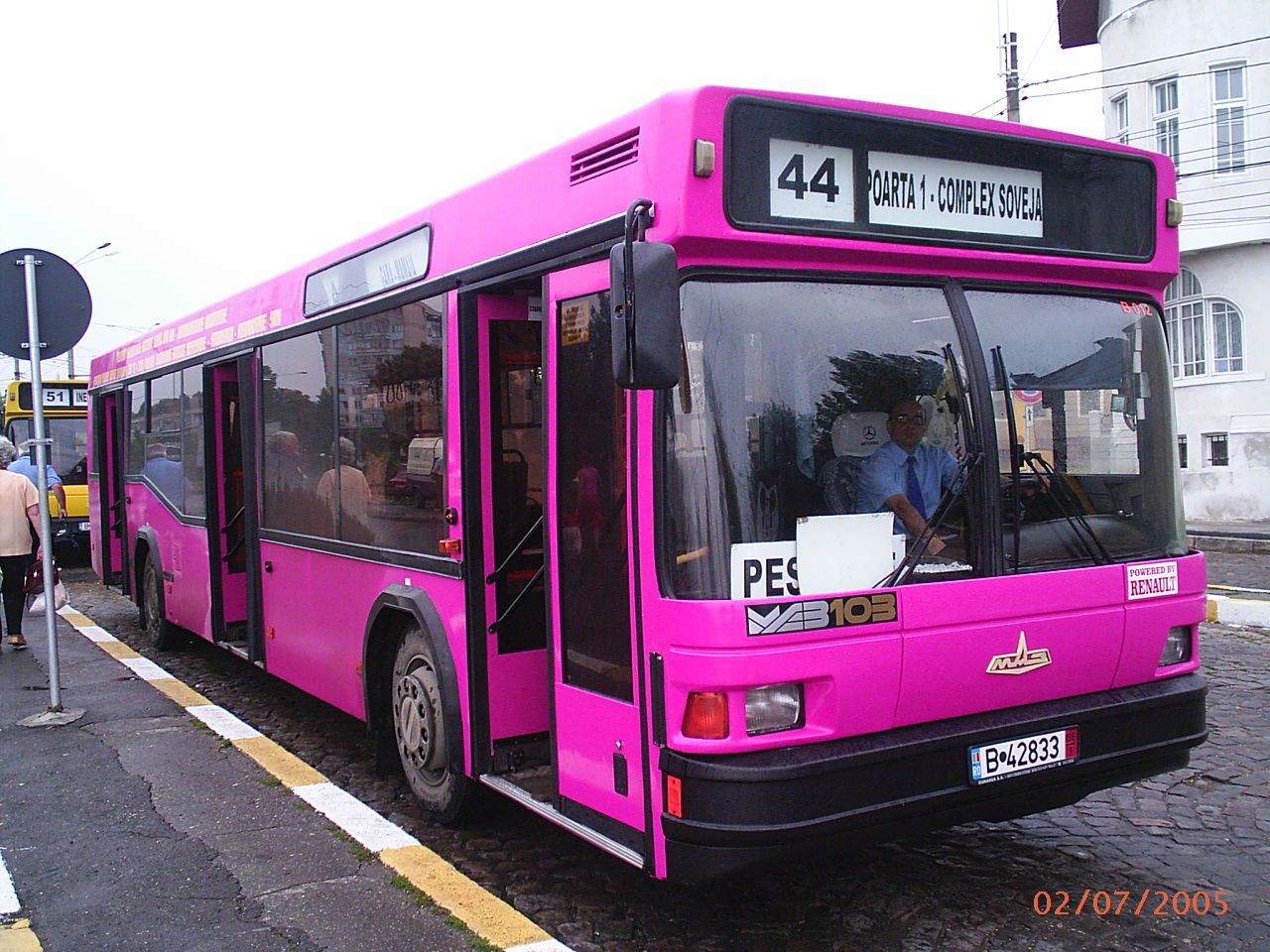
MAZ-103 in Constanța (2006)

Der MAZ-103 wird seit 1996 als Nachfolger des sich damals schlecht verkaufenden MAZ-101 hergestellt und löste diesen innerhalb kurzer Zeit vollständig ab. Äußerlich gleichen sich beide Modelle stark, technisch jedoch wurden die Fahrzeuge modernisiert. Wie bei MAZ üblich werden Fahrzeuge für den Export mit Komponenten aus westeuropäischer Fertigung hergestellt. So sind Motoren von Daimler-Benz und Deutz erhältlich. Auch Getriebe werden von Herstellern wie Voith oder ZF zugekauft. Für den russischen Markt gab es allerdings auch Fahrzeuge mit Technik russischer Hersteller. Mit Stand 2020 werden Motoren von Mercedes-Benz und dem chinesischen Unternehmen Weichai Power angeboten.
Der MAZ-103 ist ein typischer Stadtbus für den Nahverkehr. Eine hohe Anzahl an Stehplätzen (zirka 70 bis 80, je nach Bestuhlung) und eine geringe Anzahl an Sitzplätzen (etwa 25) machen dies deutlich. Das Fahrzeug verkaufte sich wesentlich besser als der Vorgänger. Dies und der Fakt, dass es mittlerweile seit 24 Jahren produziert wird erklären eine relativ große Verbreitung. Neuere Versionen sind optisch hauptsächlich an der überarbeiteten Front zu erkennen.
Außer der Version als zweiachsiger Solobus wird unter dem Namen MAZ-105 ein Gelenkbus und als MAZ-107 ein dreiachsiger Solobus gefertigt. Unter der Bezeichnung MAZ-103T existiert außerdem eine Ausführung als Trolleybus. Unter der Bezeichnung MAZ-163 fertigte der Hersteller auf der Basis des MAZ-103 auch Toilettenwagen. Es wurden mindestens 14 Busse dieses Typs gebaut: 12 Stück gingen nach St. Petersburg, 2 nach Rostow am Don.

## Technische Daten
Für den MAZ-103 mit drei Passagiertüren und Stand 2017.
- Motor: Sechszylinder-Viertakt-Dieselmotor
- Motortyp: Mercedes-Benz OM 906LA
- Leistung: 231–285 PS (170–210 kW) bei 2200 min−1
- Hubraum: 6,37 l
- Bohrung: 102 mm
- Hub: 130 mm
- Drehmoment: 820–1120 Nm bei 1200–1600 min−1
- Abgasnorm: wahlweise Euro-3, Euro-4 oder Euro-5
- Getriebe: wahlweise Typen von Voith, ZF Friedrichshafen oder Allison Transmission
- Beschleunigung von 0…60 km/h: maximal 40 s
- Höchstgeschwindigkeit: 77–105 km/h, abhängig vom Getriebetyp
- maximal befahrbare Steigung: mindestens 30 %
- Bremssystem: Druckluft
- Bordelektrik: 24 V Nennspannung, minus an Masse (Einleitersystem)
- Antriebsformel: 4×2, Heckantrieb

Abmessungen und Gewichte
- Länge: 11.985 mm
- Breite: 2500 mm
- Höhe: 2950 mm
- Radstand: 6140 mm
- Spurweite vorne: 2046 mm
- Spurweite hinten (Doppelbereifung): 1825 mm
- Fußbodenhöhe: 360 mm
- Einstiegshöhe: 337 mm
- Wendekreis: 22,6 m
- Sitzplätze: 21 bis 28
- Stehplätze: 56 bis 79
- Plätze insgesamt: 84 bis 100
- Fußbodenfläche: 21,8 m²
- Fußbodenfläche für Stehplätze: 9,7 bis 11,5 m²
- Stehhöhe im Innenraum: mindestens 2142 mm
- Leergewicht: 11.100 kg
- zulässiges Gesamtgewicht: 18.000 kg
- maximale Achslast vorne: 6500 kg
- maximale Achslast hinten: 11.500 kg
- Passagiertüren: 3 Doppeltüren
- Reifendimension: 275/70 R 22,5